# نادي نيث
نادي نيث لكرة القدم (Neath Football Club) هو نادي كرة قدم ويلزي، يلعب حالياً في الدوري الويلزي الممتاز. تأسس النادي سنة 2005 تحت اسم نيث أتلتيك (Neath Athletic) ولعب أول موسمين له في دوري الدرجة الثانية قبل أن يصعد إلى الدرجة الممتازة.